# Klokan zaječí
Klokan zaječí (Lagorchestes leporides) je vyhynulý druh klokanovitého vačnatce.
Dosahoval délky těla asi 45 cm a délky ocasu asi 32 cm. Svým vzhledem se podobal ostatním klokanům z rodu Lagorchestes. Srst se pohybovala v prošedivěle hnědých odstínech, s rezavým zbarvením okolo očí, s nevýrazným pruhem na bocích, šedavými tlapami a černou skvrnou na loktech. Ocas byl svrchu hnědý, zespod bílý. O chování tohoto druhu se dochovaly jen kusé informace. Klokani byli aktivní hlavně v noci, zatímco den trávili ve vyhloubených úkrytech. Šlo o vynikající běžce a skokany, zvláště byli-li pronásledováni. Jejich skoky údajně měřily 2 až 3 metry a existuje záznam o tom, že klokan štvaný psy při snaze o útěk přeskočil stojícího muže, jenž mu stál v cestě.
V době evropské kolonizace se klokan zaječí vyskytoval v centrálních oblastech dnešního Nového Jižního Walesu, severozápadní Victorie a východní Jižní Austrálie. Podle Gerarda Kreffta, jednoho z prvních a nejvlivnějších australských zoologů, tento druh v polovině 19. století hojně žil na pláních u soutoku řek Murray a Darling. Během několika desítek let však došlo k jeho vymizení, přičemž poslední záznam spadá do roku 1890. Důvody vyhynutí nejsou zcela objasněny, byť vina je připisována především narušení původních travnatých biotopů v důsledku vysazení ovcí a skotu, jakož i změnám v požárních cyklech.